# Parque nacional Río Hull
Río Hull es un parque nacional en Queensland (Australia), ubicado a 1275 km al noroeste de Brisbane.

## Datos
- Área: 30,70 km²
- Coordenadas: 17°57′22″S 146°04′11″E / -17.95611, 146.06972
- Fecha de Creación: 1968.
- Administración: Servicio para la Vida Salvaje de Queensland
- Categoría IUCN: II

Véase también:
- Zonas protegidas de Queensland

- Datos: Q1359282